# Lindmetsa
Lindmetsa este o arie protejată (arie specială de conservare — SAC, sit de importanță comunitară — SCI) din Estonia întinsă pe o suprafață de 84,9 ha, integral pe uscat.

## Localizare
Centrul sitului Lindmetsa este situat la coordonatele 58°03′22″N 22°04′29″E / 58.0561°N 22.0746°E.

## Înființare
Situl Lindmetsa a fost declarat sit de importanță comunitară în aprilie 2004 pentru a proteja un număr necunoscut de specii din flora spontană și fauna sălbatică aflate în arealul zonei. Situl a fost protejat și ca arie specială de conservare în mai 2007.

## Biodiversitate
Situată în ecoregiunea boreală, aria protejată conține 8 habitate naturale: Pășuni de coastă din Baltica boreală, Dune împădurite din regiunile atlantică, continentală și boreală, Formațiuni de Juniperus communis pe lande sau pajiști calcaroase, Pajiști din zone de pădure fino-scandinave, Mlaștini alcaline, Taiga vestică, Păduri fino-scandinave bogate în ierburi cu Picea abies, Pășuni din zone de pădure fino-scandinave.
La baza desemnării sitului se află un număr nedeclarat de specii protejate.